# Friedrich Vogt
Friedrich Hermann Traugott Vogt (Greifswald, 11 marzo 1851 – Marburgo, 28 ottobre 1923) è stato un filologo e germanista tedesco.

## Biografia
Era il figlio del teologo Karl August Traugott Vogt (1808–1869).
Dal 1868 studiò lingua e letteratura tedesca nelle università di Greifswald, Tubinga e Lipsia, dal 1873 lavorò presso le biblioteche universitarie di Gottinga e Greifswald. Nel 1874 conseguì la sua abilitazione in filologia tedesca e nel 1883 divenne professore associato presso l'Università di Greifswald. Più tardi, fu professore ordinario presso le università di Kiel (dal 1884), Breslavia (dal 1889) e Marburgo (dal 1902). Nel 1894 fu membro fondatore della Schlesische Gesellschaft für Volkskunde.

## Opere principali
- Die Letanîe. Ein Beitrag zur deutschen Literaturgeschichte, 1873.
- Des Minnesangs Frühling; 4th edition, 1888 (con Karl Lachmann; Moriz Haupt) .
- Geschichte der mittelhochdeutschen Literatur, 1890.
- Geschichte der deutschen Literatur von den ältesten Zeiten bis zur Gegenwart, 1897 (con Max Koch).
- Die schlesischen weihnachtspiele, 1901.[3]